# Ягурьях
Ягурьях — деревня в России, находится в Ханты-Мансийском районе, Ханты-Мансийского автономного округа — Югры. Входит в состав Сельского поселения Луговской.
Население на 1 января 2008 года составляло 184 человек.
Почтовый индекс — 628542, код ОКАТО — 71129936003.

## История
На 1912 г. зафиксировано существование юрт Егорьях (Васпугольских) в Котской инородческой волости Березовского округа Тобольской губернии.
В 1926 г. в юртах Ягурьях (Егурьях) было 14 хозяйств, в которых проживало 55 чел., из них 21 чел. или 38,2% - ханты, и 34 чел. или 61,8% - русские.

## Статистика населения
| Год  | Численность постоянного населения (среднегодовая) |
| ---- | ------------------------------------------------- |
| 1926 | 55                                                |
| 2002 |                                                   |
| 2008 | 184                                               |
| 2010 | 213                                               |

## Климат
Климат резко континентальный, зима суровая, с сильными ветрами и метелями, продолжающаяся семь месяцев. Лето относительно тёплое, но быстротечное.